# Noyan
Ne doit pas être confondu avec Noyant ou Noyon.
Pour les articles homonymes, voir Noyan (homonymie).
Noyan est une municipalité de la municipalité régionale de comté du Haut-Richelieu au Québec (Canada), située dans la région administrative de la Montérégie. Le territoire municipal est enclavé par la frontière Canada-États-Unis au sud et la rivière Richelieu à l'ouest. De nos jours, l'agriculture et les activités récréo-touristiques favorisent l'économie locale.

## Toponymie
Le toponyme Noyan rappelle la seigneurie établie autrefois dans la région de l'actuelle municipalité. Cette seigneurie pris le nom de son premier propriétaire, Pierre-Jacques Payen de Noyan et de Chavoy (1695-1771), qui fut officier dans les troupes de la Marine, lieutenant du roi à Trois-Rivières et major de Montréal de 1749 à 1756.

## Histoire
Le démantèlement des seigneuries de Foucault et de Noyan amène la création de la paroisse catholique de Saint-Georges-de-Noyan et des paroisses anglicanes de St. Thomas et de St. George ainsi que celle des municipalités de Henryville et de Saint-Thomas. En 1855, la municipalité de paroisse de Saint-Thomas-de-Foucault est officiellement rétablie après avoir été une constituante de la Municipalité du comté de Rouville à partir de 1847. Noyan n'apparaîtra qu'en 1976.
Une partie de son territoire étant située en zone inondable, la municipalité fut gravement touchée par les inondations du bassin du lac Champlain et de la rivière Richelieu en 2011. Pendant la crise du verglas au Québec, le premier maire français de cette ville, Hector Leduc, en fait énormément pour que cette tempête ait le moins de conséquence possible.

## Géographie
La rivière Richelieu délimite l'ouest de la municipalité en coulant vers le nord.

## Démographie
| 1986 | 1991 | 1996  | 2001  | 2006  | 2011  | 2016  | 2021  |
| ---- | ---- | ----- | ----- | ----- | ----- | ----- | ----- |
| 724  | 880  | 1 050 | 1 093 | 1 354 | 1 297 | 1 392 | 1 418 |

## Administration
Les élections municipales se font en bloc pour le maire et les six conseillers.
| Noyan Maires depuis 2001                                                                                             |           |         |          |
| Élection | Maire     | Qualité | Résultat |
| 2001 | Réal Ryan |         | Voir     |
| 2005 | Réal Ryan | Voir    |          |
| 2009 | Réal Ryan | Voir    |          |
| 2013 | Réal Ryan | Voir    |          |
| 2017 | Réal Ryan | Voir    |          |
| 2021 | Réal Ryan | Voir    |          |
| Élection partielle en italique Depuis 2005, les élections sont simultanées dans toutes les municipalités québécoises |           |         |          |

## Culture

### Gastronomie
L'une des principales attractions de la municipalité est la fromagerie Fritz Kaiser, fabricant du fromage à croûte lavée Le Douanier. Ce fromage a été nommé Grand Champion de la 4e édition du Grand Prix des fromages canadiens en 2004. La fromagerie fabrique aussi La Tomme de Monsieur Séguin, fromage de lait de vache et de chèvre, à pâte demi-ferme à croûte lavée.